# Halkiv, Ripkî
Halkiv (în ucraineană Галків) este un sat în comuna Mohnaci din raionul Ripkî, regiunea Cernihiv, Ucraina.

## Demografie
Componența lingvistică a localității Halkiv
     Ucraineană (99,16%)
     Alte limbi (0,84%)
Conform recensământului din 2001, majoritatea populației localității Halkiv era vorbitoare de ucraineană (99,16%), existând în minoritate și vorbitori de alte limbi.